# Regione di Guémon
La regione di Guémon è una delle 31 regioni della Costa d'Avorio. Situata nel distretto di Montagnes, ha per capoluogo la città di Duékoué ed è suddivisa  in quattro dipartimenti: Bangolo, Duékoué, Facobly e Kouibly. La popolazione censita nel 2014 era pari a 919.392 abitanti.